# Saison 1992-1993 de l'Olympique de Marseille
Maillots
Chronologie
Saison précédente Saison suivante
La saison 1992-1993 de l'Olympique de Marseille est la quarante-cinquième saison du club marseillais en championnat de France de Division 1. Cette saison est majeure pour le club qui remporte pour la première fois de son histoire la Ligue des champions et qui connaît aussi une crise majeure avec l'affaire VA-OM.

## Résultats de la saison

### Championnat de France de Division 1
Le club marseillais termine 1er du championnat avec 54 points. Le club totalise 22 victoires, 10 matchs nuls et 6 défaites. 71 buts ont été marqués contre 36 encaissés, ce qui fait une différence de buts de 35. Avec 23 buts, Alen Bokšić est le meilleur buteur marseillais et le meilleur buteur du championnat. Bien que finissant en tête de la saison régulière, l'OM vit son titre de champion de France annulé le 22 septembre 1993 par le conseil fédéral de la FFF à la suite de l'affaire de corruption OM-VA.
| Date              | No. | Adversaire            | Lieu | Résultat | Buteurs pour l'OM                                                          | Place | Affluence |
| ----------------- | --- | --------------------- | ---- | -------- | -------------------------------------------------------------------------- | ----- | --------- |
| 8 août 1992       | J01 | Toulouse FC           | Dom. | 2 - 1    | Martín Vázquez (58e), Völler (87e, s.p.)                                   | 6e    | 30 000    |
| 15 août 1992      | J02 | Sporting Toulon Var   | Ext. | 0 - 0    | -                                                                          | 6e    | 15 000    |
| 22 août 1992      | J03 | FC Metz               | Dom. | 3 - 2    | Boli (25e), Pelé (72e), Völler (76e)                                       | 4e    | 29 223    |
| 29 août 1992      | J04 | Olympique lyonnais    | Ext. | 2 - 2    | Sauzée (8e), Boli (89e)                                                    | 5e    | 25 000    |
| 2 septembre 1992  | J05 | AJ Auxerre            | Dom. | 2 - 0    | Völler (20e, 60e)                                                          | 3e    | 33 787    |
| 12 septembre 1992 | J06 | Nîmes Olympique       | Ext. | 1 - 3    | Bokšić (34e, 40e), Pelé (53e)                                              | 3e    | 21 188    |
| 19 septembre 1992 | J07 | Le Havre AC           | Dom. | 1 - 1    | Bokšić (56e)                                                               | 3e    | 23 735    |
| 25 septembre 1992 | J08 | RC Lens               | Ext. | 2 - 2    | Boli (52e), Völler (67e)                                                   | 4e    | 23 000    |
| 3 octobre 1992    | J09 | AS Monaco             | Dom. | 1 - 0    | Deschamps (76e)                                                            | 3e    | 38 000    |
| 7 octobre 1992    | J10 | Girondins de Bordeaux | Ext. | 1 - 0    | -                                                                          | 4e    | 35 000    |
| 17 octobre 1992   | J11 | FC Nantes             | Dom. | 0 - 1    | -                                                                          | 5e    | 34 963    |
| 24 octobre 1992   | J12 | AS Saint-Étienne      | Dom. | 1 - 0    | Bokšić (20e)                                                               | 5e    | 25 000    |
| 30 octobre 1992   | J13 | FC Sochaux            | Ext. | 2 - 2    | Pelé (18e), Ferreri (92e)                                                  | 4e    | 9 489     |
| 7 novembre 1992   | J14 | Montpellier HSC       | Dom. | 1 - 1    | Bokšić (29e)                                                               | 5e    | 20 000    |
| 20 novembre 1992  | J15 | RC Strasbourg         | Ext. | 2 - 2    | Bokšić (13e), Sauzée (52e)                                                 | 5e    | 39 033    |
| 28 novembre 1992  | J16 | SM Caen               | Dom. | 2 - 1    | Sauzée (56e, 64e)                                                          | 5e    | 22 000    |
| 6 janvier 1993    | J17 | Lille OSC             | Ext. | 2 - 0    | -                                                                          | 5e    | 10 000    |
| 12 décembre 1992  | J18 | Valenciennes FC       | Dom. | 2 - 1    | Sauzée (47e), Pelé (81e)                                                   | 5e    | 20 000    |
| 20 décembre 1992  | J19 | Paris SG              | Ext. | 0 - 1    | Bokšić (21e)                                                               | 4e    | 50 000    |
| 9 janvier 1993    | J20 | Sporting Toulon Var   | Dom. | 5 - 2    | Bokšić (2e, 82e), Völler (18e, 29e, 64e)                                   | 3e    | 15 000    |
| 16 janvier 1993   | J21 | FC Metz               | Ext. | 2 - 1    | Sauzée (78e)                                                               | 5e    | 15 000    |
| 23 janvier 1993   | J22 | Olympique lyonnais    | Dom. | 2 - 1    | Völler (4e, 80e)                                                           | 4e    | 20 000    |
| 30 janvier 1993   | J23 | AJ Auxerre            | Ext. | 0 - 2    | Angloma (44e), Bokšić (82e)                                                | 4e    | 17 000    |
| 6 février 1993    | J24 | Nîmes Olympique       | Dom. | 6 - 1    | Völler (5e, 40e), Dobrovolski (25e), Pabois (28e c.s.c), Sauzée (61e, 79e) | 2e    | 28 000    |
| 10 février 1993   | J25 | Le Havre AC           | Ext. | 1 - 3    | Bokšić (26e), Sauzée (65e), Ferreri (83e)                                  | 2e    | 12 116    |
| 20 février 1993   | J26 | RC Lens               | Dom. | 2 - 0    | Völler (21e), Bokšić (70e)                                                 | 1er   | 25 000    |
| 27 février 1993   | J27 | AS Monaco             | Ext. | 1 - 0    | -                                                                          | 2e    | 18 000    |
| 13 mars 1993      | J28 | Girondins de Bordeaux | Dom. | 0 - 0    | -                                                                          | 2e    | 40 000    |
| 20 mars 1993      | J29 | FC Nantes             | Ext. | 0 - 2    | Bokšić (68e, 85e)                                                          | 2e    | 37 494    |
| 3 avril 1993      | J30 | AS Saint-Étienne      | Ext. | 0 - 2    | Völler (73e), Desailly (81e)                                               | 1er   | 41 539    |
| 10 avril 1993     | J31 | FC Sochaux            | Dom. | 2 - 0    | Bokšić (25e), Völler (69e)                                                 | 1er   | 15 000    |
| 14 avril 1993     | J32 | Montpellier HSC       | Ext. | 1 - 1    | Bokšić (79e)                                                               | 1er   | 17 719    |
| 1er mai 1993      | J33 | RC Strasbourg         | Dom. | 5 - 0    | Bokšić (4e, 63e, 88e), Sauzée (12e), Völler (37e)                          | 1er   | 28 000    |
| 8 mai 1993        | J34 | SM Caen               | Ext. | 2 - 3    | Pelé (27e, 83e), Bokšić (63e)                                              | 1er   | 8 737     |
| 15 mai 1993       | J35 | Lille OSC             | Dom. | 4 - 1    | Bokšić (8e), Thomas (52e c.s.c), Sauzée (72e), Völler (87e)                | 1er   | 30 000    |
| 20 mai 1993       | J36 | Valenciennes FC       | Ext. | 0 - 0    | Bokšić (21e)                                                               | 1er   | 18 102    |
| 29 mai 1993       | J37 | Paris SG              | Dom. | 3 - 1    | Völler (16e), Boli (38e), Bokšić (76e)                                     | 1er   | 40 000    |
| 3 juin 1993       | J38 | Toulouse FC           | Ext. | 3 - 1    | Bokšić (5e)                                                                | 1er   | 21 233    |

### Coupe de France
| Date         | Tour                | Adversaire       | Lieu | Résultat   | Buteurs pour L'OM                | Affluence |
| ------------ | ------------------- | ---------------- | ---- | ---------- | -------------------------------- | --------- |
| 7 mars 1993  | 32e de finale       | FC Martigues     | Dom. | 3 - 1      | Ferreri (3e, 90e), Di Meco (73e) | 15 000    |
| 30 mars 1993 | 16e de finale       | FC Rouen         | Ext. | 0 - 1      | Völler (81e, s.p.)               | 16 850    |
| 5 mai 1993   | huitièmes de finale | SM Caen          | Ext. | 1 - 2      | Völler (17e) Thomas (25e)        | 6 811     |
| 11 mai 1993  | quarts de finale    | AS Saint-Étienne | Ext. | 2 - 1 a.p. | Moreau (62e, c.s.c)              | 20 009    |

### Ligue des champions
| Date              | journée                    | Adversaire      | Lieu  | Résultat | Buteurs pour l'OM                                                   | Affluence |
| ----------------- | -------------------------- | --------------- | ----- | -------- | ------------------------------------------------------------------- | --------- |
| 16 septembre 1992 | seizièmes de finale aller  | Glentoran FC    | Ext.  | 0 - 5    | Völler (4e), Martín Vázquez (21e, 30e), Sauzée (42e), Ferreri (86e) | 9 500     |
| 30 septembre 1992 | seizièmes de finale retour | Glentoran FC    | Dom.  | 3 - 0    | Omam-Biyik (6e), Pelé (12e), Boli (72e)                             | 10 000    |
| 21 octobre 1992   | huitièmes de finale aller  | Dinamo Bucarest | Ext.  | 0 - 0    | -                                                                   | 25 000    |
| 4 novembre 1992   | huitièmes de finale retour | Dinamo Bucarest | Dom.  | 2 - 0    | Bokšić (37e, 68e)                                                   | 20 000    |
| 26 novembre 1992  | Phase de poules (Match 1)  | Glasgow Rangers | Ext.  | 2 - 2    | Bokšić (31e), Völler (56e)                                          | 41 624    |
| 9 décembre 1992   | Phase de poules (Match 2)  | FC Bruges       | Dom.  | 3 - 0    | Sauzée (4e s.p.), Bokšić (10e, 26e)                                 | 30 000    |
| 3 mars 1993       | Phase de Poules (Match 3)  | CSKA Moscou     | Ext.  | 1 - 1    | Pelé (28e)                                                          | 13 000    |
| 17 mars 1993      | Phase de Poules (Match 4)  | CSKA Moscou     | Dom.  | 6 - 0    | Sauzée (5e, 34e, 49e), Pelé (43e), Ferreri (71e), Desailly (79e)    | 30 000    |
| 7 avril 1993      | Phase de Poules (Match 5)  | Glasgow Rangers | Dom.  | 1 - 1    | Sauzée (15e)                                                        | 38 000    |
| 21 avril 1993     | Phase de Poules (Match 6)  | FC Bruges       | Ext.  | 0 - 1    | Bokšić (2e)                                                         | 19 000    |
| 26 mai 1993       | Finale                     | AC Milan        | Neut. | 1 - 0    | Boli (44e)                                                          | 64 000    |

## Effectif professionnel de la saison
| Numéro | Poste             | Nom                     | Naissance (âge)           | Nationalité | Sélection | Statut        | Club précédent         |
| ------ | ----------------- | ----------------------- | ------------------------- | ----------- | --------- | ------------- | ---------------------- |
| 16     | Gardien de but    | Pascal Olmeta           | 7 avril 1961 (31 ans)     | France      | France A' | Professionnel | Racing Club            |
| 1      | Gardien de but    | Fabien Barthez          | 28 juin 1971 (21 ans)     | France      | France A' | Professionnel | Toulouse FC            |
| 2      | Latéral droit     | Manuel Amoros           | 1er février 1962 (30 ans) | France      | France    | Professionnel | AS Monaco              |
| 15     | Latéral droit     | Jocelyn Angloma         | 7 août 1965 (27 ans)      | France      | France    | Professionnel | Paris SG               |
| 21     | Latéral droit     | Jean-Jacques Eydelie    | 3 février 1966 (26 ans)   | France      | -         | Professionnel | FC Nantes              |
| 4      | Défenseur central | Basile Boli             | 1er février 1967 (25 ans) | France      | France    | Professionnel | AJ Auxerre             |
| 7      | Défenseur central | Bernard Casoni          | 4 septembre 1961 (30 ans) | France      | France    | Professionnel | SC Toulon              |
| 6      | Défenseur central | Marcel Desailly         | 7 septembre 1968 (23 ans) | France      | France A' | Professionnel | FC Nantes              |
| 3      | Latéral gauche    | Éric Di Meco            | 7 septembre 1963 (28 ans) | France      | France    | Professionnel | FC Nancy               |
| 13     | Latéral gauche    | Jean-Christophe Marquet | 27 avril 1974 (18 ans)    | France      | -         | Professionnel | Formé au club          |
| 5      | Milieu défensif   | Franck Sauzée           | 28 octobre 1965 (26 ans)  | France      | France    | Professionnel | AS Monaco              |
| 11     | Milieu défensif   | Didier Deschamps        | 15 octobre 1968 (23 ans)  | France      | France    | Professionnel | FC Nantes              |
| 17     | Milieu défensif   | Jean-Philippe Durand    | 11 novembre 1960 (31 ans) | France      | France    | Professionnel | Girondins de Bordeaux  |
| 18     | Milieu défensif   | Jean-Christophe Thomas  | 16 octobre 1964 (27 ans)  | France      | -         | Professionnel | FC Sochaux-Montbéliard |
| 10     | Milieu offensif   | Abedi Pelé              | 5 novembre 1962 (29 ans)  | Ghana       | Ghana     | Professionnel | Lille OSC              |
| 19     | Milieu offensif   | Jean-Marc Ferreri       | 26 décembre 1962 (29 ans) | France      | France    | Professionnel | AJ Auxerre             |
| 20     | Milieu offensif   | Igor Dobrovolski        | 27 août 1967 (25 ans)     | Russie      | Russie    | Professionnel | Genoa C.F.C            |
| 8      | Attaquant         | Alen Bokšić             | 21 janvier 1970 (21 ans)  | Croatie     | Croatie   | Professionnel | AS Cannes              |
| 9      | Attaquant         | Rudi Völler             | 13 avril 1960 (32 ans)    | Allemagne   | Allemagne | Professionnel | AS Rome                |